# ALKAL2
ALKAL2 (англ. ALK and LTK ligand 2) – білок, який кодується однойменним геном, розташованим у людей на 2-й хромосомі. Довжина поліпептидного ланцюга білка становить 152 амінокислот, а молекулярна маса — 16 915.
| 10         |  | 20         |  | 30         |  | 40         |  | 50         |
| ---------- |  | ---------- |  | ---------- |  | ---------- |  | ---------- |
| MRGPGHPLLL |  | GLLLVLGAAG |  | RGRGGAEPRE |  | PADGQALLRL |  | VVELVQELRK |
| HHSAEHKGLQ |  | LLGRDCALGR |  | AEAAGLGPSP |  | EQRVEIVPRD |  | LRMKDKFLKH |
| LTGPLYFSPK |  | CSKHFHRLYH |  | NTRDCTIPAY |  | YKRCARLLTR |  | LAVSPVCMED |
| KQ         |  |            |  |            |  |            |  |            |

A: Аланін

C: Цистеїн

D: Аспарагінова кислота

E: Глутамінова кислота

F: Фенілаланін

G: Гліцин

H: Гістидин

I: Ізолейцин

K: Лізин

L: Лейцин

M: Метіонін

N: Аспарагін

P: Пролін

Q: Глутамін

R: Аргінін

S: Серин

T: Треонін

V: Валін

Задіяний у такому біологічному процесі, як альтернативний сплайсинг. 
Секретований назовні.